# Therese Rosenvinge
Therese Elisabeth Louise Rosenvinge, född 14 februari 1984, är en svensk journalist. 
Therese Rosenvinge började på P4 som lokalradioreporter och som frilansjournalist. Hon har gjort program som sänts i P3 Dokumentär och skrivit för tidningen Bang. Hon har jobbat för Utbildningsradions Skolministeriet, Barnaministeriet dokumentär och olika P4-kanaler, på TT och som redaktör för tidskriften Ottar.
Rosenvinge arbetade mellan 2010-2022 med radioprogrammet Medierna som sänds i Sveriges Radio P1. Hon har varit redaktionssekreterare,frilansreporter, reporter och programledare och programmets producent.
Som reporter har Rosenvinge uppmärksammats för en intervju som ledde till att Ekoredaktionen åter tog upp diskussionen om statistik i sin journalistik.